# آتیلیو لوپس
آتیلیو لوپس (اسپانیایی: Atilio López‎; ۵ فوریهٔ ۱۹۲۵ – ۱۴ ژوئیهٔ ۲۰۱۶) بازیکن فوتبال اهل پاراگوئه بود.
از باشگاه‌هایی که در آن بازی کرده‌است می‌توان به باشگاه فوتبال اتلتیکو مادرید، باشگاه فوتبال اتلتیکو چالاکو، و باشگاه فوتبال ناسیونال پاراگوئه اشاره کرد.
وی همچنین در تیم ملی فوتبال پاراگوئه بازی کرده‌است.